# Dacopsis holoxantha
Dacopsis holoxantha är en tvåvingeart som först beskrevs av Erich Martin Hering 1941.  Dacopsis holoxantha ingår i släktet Dacopsis och familjen borrflugor. Inga underarter finns listade i Catalogue of Life.